# Výhoda vnitřní linie

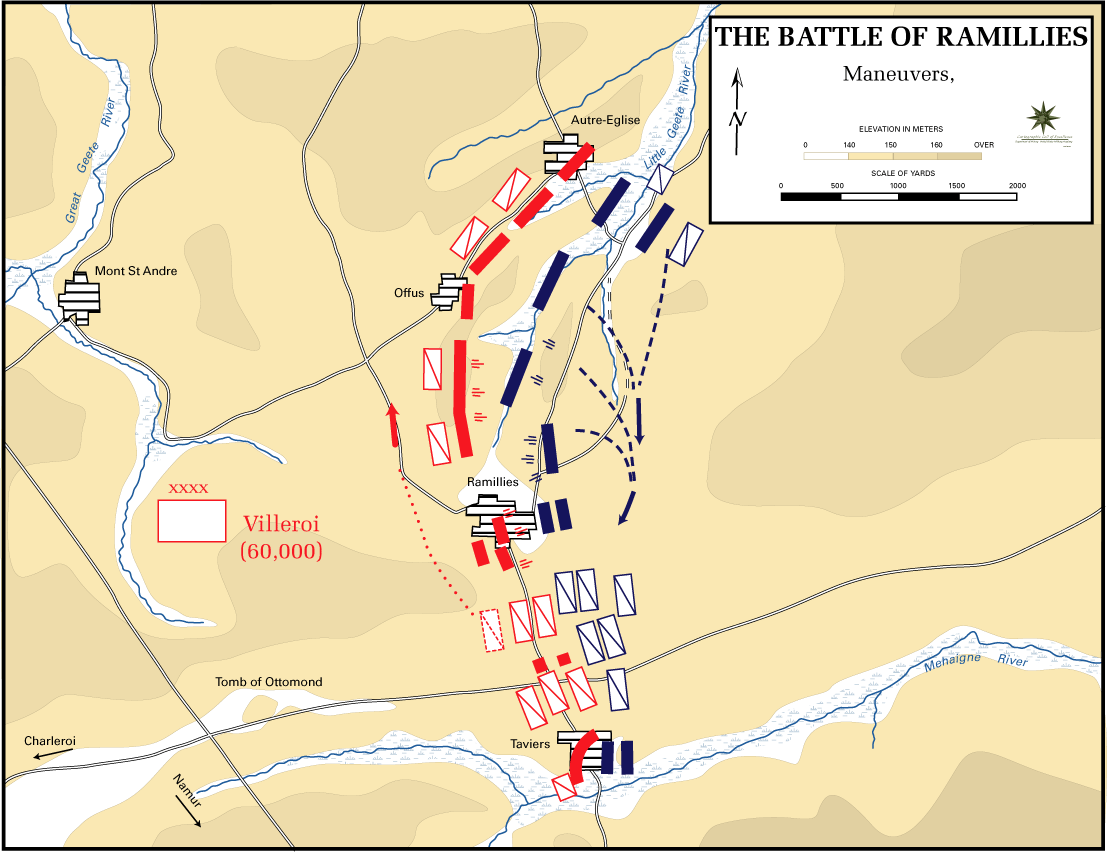
Rozhodující okamžik bitvy u Ramillies: Marlborough využívá konvexnosti (vydutosti) svých pozic a z ní vyplývající výhody vnitřní linie a rychle stahuje veškerou jízdu na levé křídlo. Náhle zřetelně slabší francouzské pravé křídlo následný úder nemůže vydržet a hroutí se dříve, než mu mohou ostatní jednotky přispět na pomoc.

Výhoda vnitřní linie představuje výhodu strany, která je obklíčena, bojuje na více frontách „uvnitř“ mezi těmito frontami, nebo je rozvinuta v konvexní (vypouklé) linii. Její podstatou je schopnost této strany rychleji přemisťovat své jednotky mezi jednotlivými frontami nebo úseky fronty, neboť se pohybují po kratších trasách (teoreticky na vnitřní straně kruhu). Důsledkem je, že si daná strana může snáze a rychleji vytvořit rozhodující lokální převahu (za předpokladu alespoň trochu souměřitelného poměru sil), která je důležitým předpokladem pro úspěch plánovaného úderu.
Samozřejmě výhoda vnitřní linie je pouze jeden z aspektů situace, která dané pro danou stranu zpravidla přináší i značné nevýhody. Nevýhody obklíčení a boje na více frontách jsou zřejmé a rozvedeny v daných patřičných článcích. Hlavní nevýhoda konvexní linie je to, že usnadňuje nepřátelské straně obchvatné a obkličovací manévry a že může vystavit některé jednotky boční a křížové palbě (platí zejména v taktickém měřítku).
Klasickým příkladem využití výhody vnitřní linie je bitva u Ramillies, v níž Marlborough rozdrtil síly francouzsko-bavorské koalice. Zde je vhodné si povšimnou také terénních zvláštností bojiště. Jde zejména o těžký bahnitý terén s vodními toky ohraničující obě křídla, který prakticky znemožňoval účinné obchvatné a obkličovací manévry, a nepříliš přehlednou krajinu na bojišti celkově, která omezovala možnosti vést účinnou boční a křížovou palbu). Tyto okolnosti z velké části eliminovaly nejvýznamnější nevýhody konvexní linie a ponechaly plně funkční pouze výhodu - vnitřní linii.